# 8-я Парковая улица
8-я Па́рковая у́лица — улица в Восточном административном округе города Москвы на территории района Измайлово.

## История
Улица получила своё название 18 ноября 1949 года как одна из 16 номерных Парковых улиц, ведущих с севера к Измайловскому парку.

## Расположение
8-я Парковая улица проходит от Нижней Первомайской улицы до Первомайской улицы, после чего трасса улицы прерывается и возобновляется внутри квартала, далее 8-я Парковая улица проходит на север до Измайловского бульвара. Нумерация домов начинается от Нижней Первомайской улицы.

## Транспорт

### Наземный транспорт
По 8-й Парковой улице не проходят маршруты наземного общественного транспорта. На Первомайской улице, у пересечения с 8-й Парковой улицей, расположены остановки автобусов 223, т22, н3, трамваев 11, 12, 34 «7-я Парковая улица» (западнее 8-й Парковой улицы) и «Метро „Первомайская“» (восточнее 8-й Парковой улицы), на Измайловском бульваре, у пересечения с 8-й Парковой улицей, — остановка «7-я Парковая улица» автобусов 257, 634, т51 (западнее 8-й Парковой улицы) и остановка «Измайловский бульвар» автобусов 257, 634, 645, т51 (восточнее 8-й Парковой улицы).

### Метро
- Станция метро «Первомайская» Арбатско-Покровской линии — восточнее улицы, на пересечении 9-й Парковой улицы с Первомайской улицей и Измайловским бульваром